# Gerold Haimb

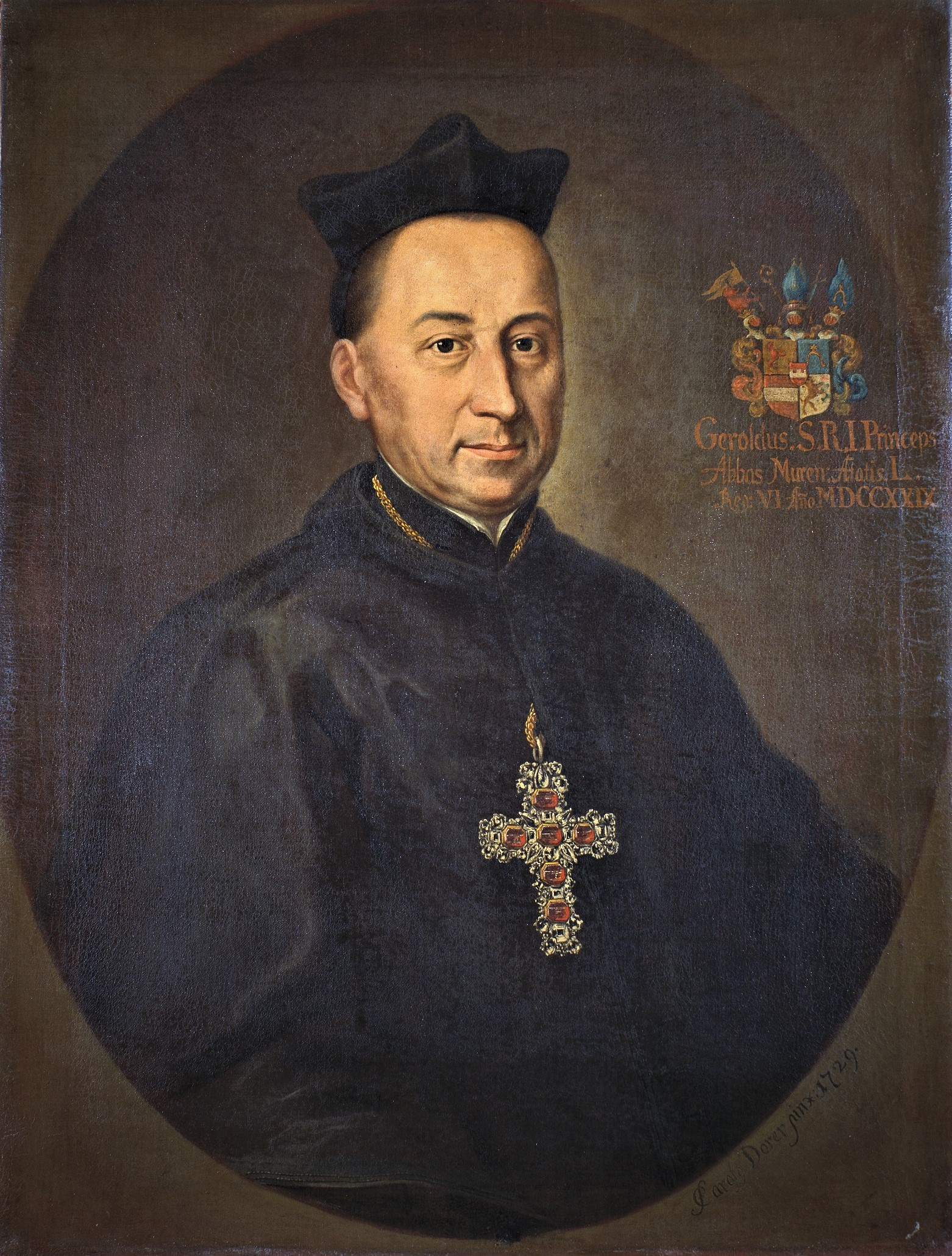
Gerold Haimb mit seinem Wappen und lateinischer Inschrift: „Gerold, des Heiligen Römischen Reiches Fürst, Abt von Muri, im 50. Lebensjahr, im 6. Regierungsjahr, im Jahr 1729“
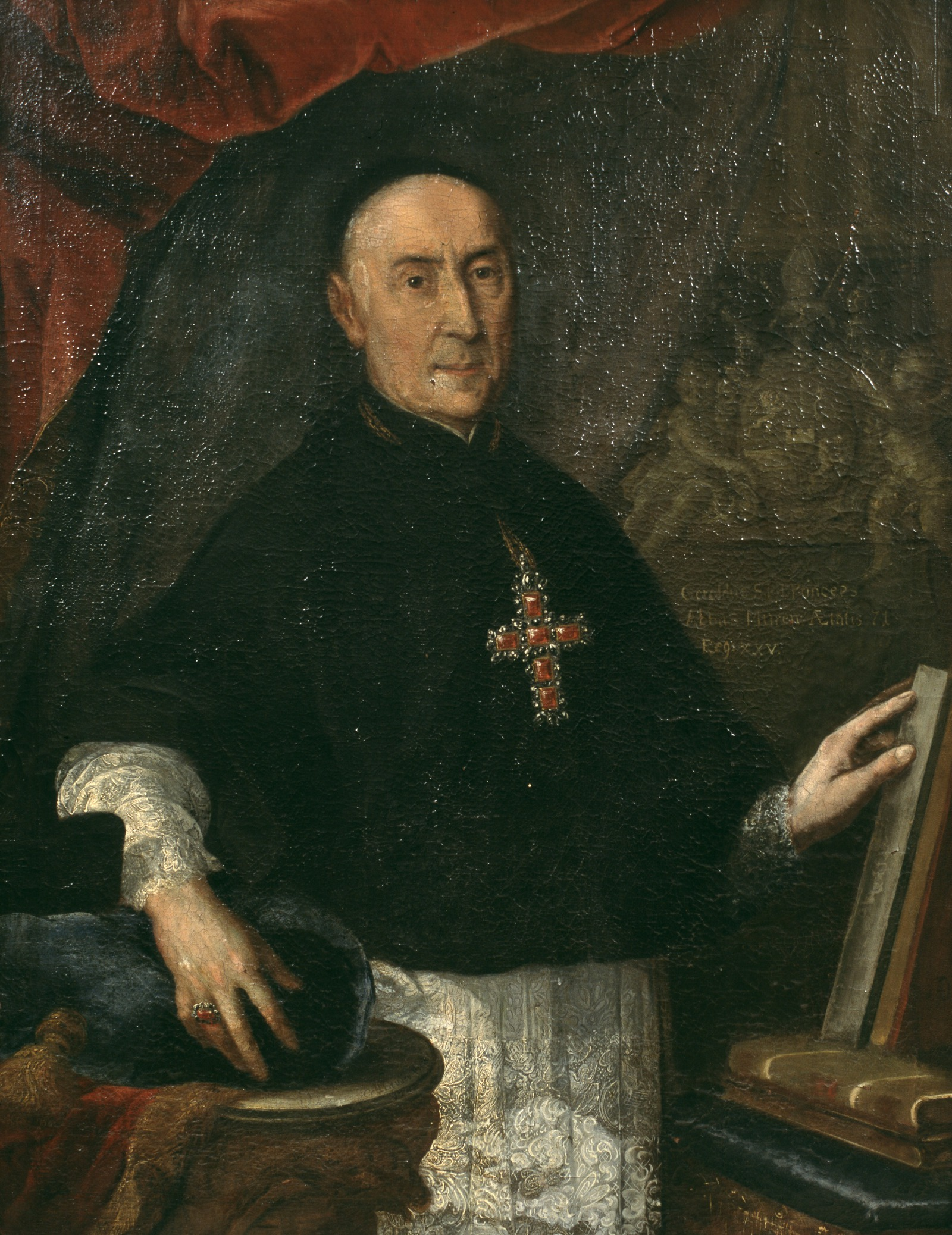
Gerold Haimb mit seinem Wappen in Grisaille und lateinischer Inschrift: „Gerold, des Heiligen Römischen Reiches Fürst, Abt von Muri, im 71. Lebensjahr, im 25. Regierungsjahr“ (1747)

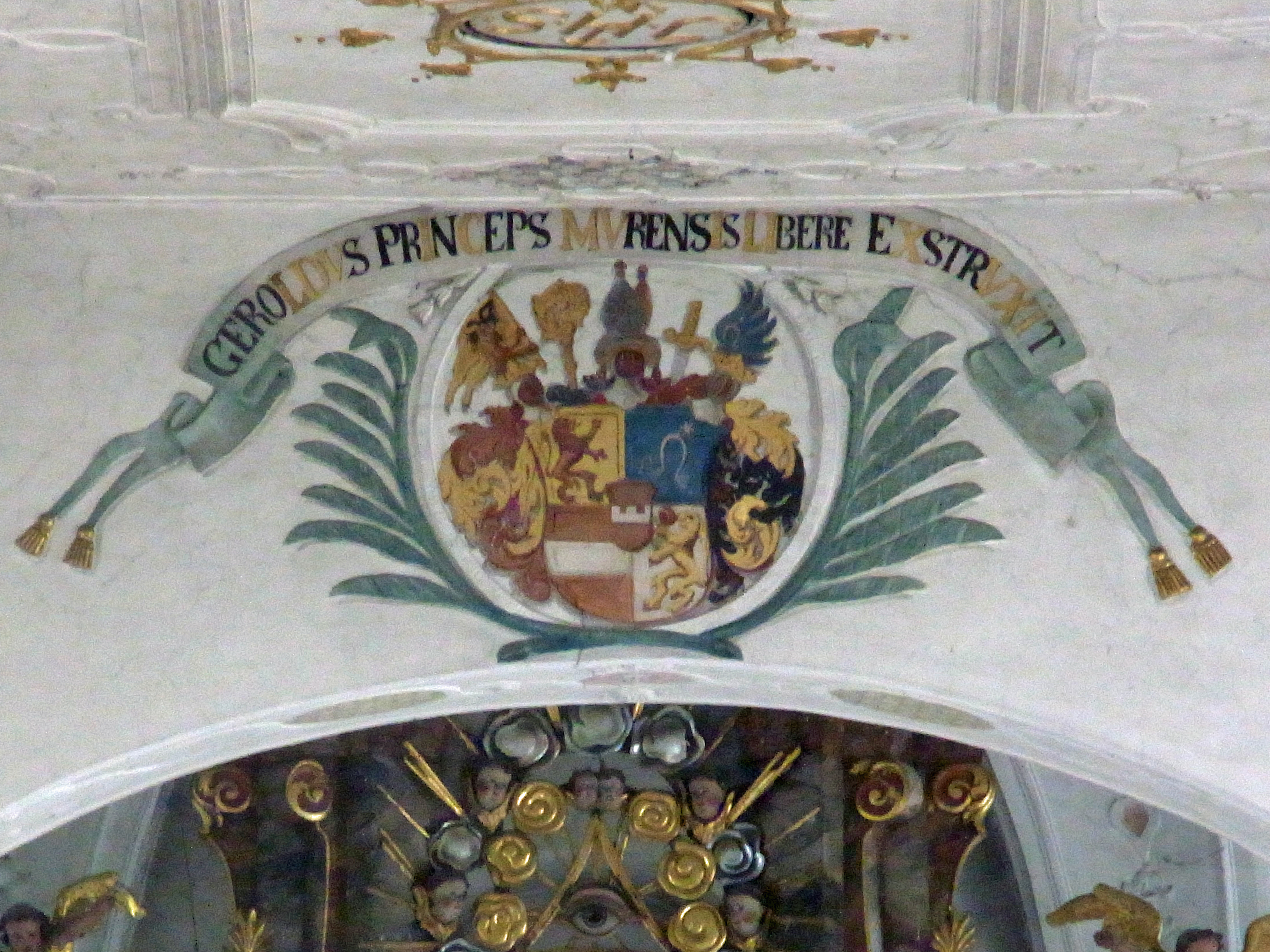
Wappen von Gerold Haimb am Chorbogen der Pfarrkirche St. Peter in Horb, darüber Schriftband mit dem Chronogramm „GEROLDVS PRINCEPS MVRENSIS LIBERE EXSTRVXIT“ – „Fürst[abt] Gerold erbaute [dies] aus freien Stücken“ (1739).

Gerold Haimb (* 23. Oktober 1678 in Stühlingen als Johann Martin Haimb; † 26. Februar 1751 in Muri) war ein süddeutscher, später in der Schweiz lebender Benediktinermönch. Von 1723 bis zu seinem Tod war er Fürstabt des Klosters Muri in den Freien Ämtern (im heutigen Kanton Aargau).

## Biografie
Seine Eltern waren Martin Haimb, Gastwirt und Bürgermeister von Stühlingen, und Barbara Thienger. Nachdem der Vater früh verstorben war, heiratete die Mutter den Sekretär des Klosters Rheinau. Die Familie siedelte später in die Kommende von Hitzkirch über. Gregor Haimb ging im Stift Beromünster zur Schule, später besuchte er die Jesuitenschule in Luzern und die Klosterschule in Muri. Er überlegte sich zunächst, den Jesuiten beizutreten, entschied sich dann aber für die Benediktiner. 1699 legte Haimb die Profess ab, 1702 empfing er die Priesterweihe. Nach dem Studienabschluss wirkte er ab 1703 als Professor der Theologie und Philosophie. Zusätzlich betreute er von 1711 bis 1713 die Pfarrei Bünzen. Ab 1716 war er auch als Sekretär der Schweizerischen Benediktinerkongregation tätig.
1717 folgte die Ernennung zum Dekan. Auf Wunsch von Johann Konrad von Reinach-Hirtzbach, dem Fürstbischof von Basel, sollte Haimb im Jahr 1719 Abt des Klosters Mariastein werden, was er jedoch ablehnte. Schliesslich wurde er am 27. September 1723, zwei Wochen nach dem Tod von Plazidus Zurlauben, zum zweiten Fürstabt von Muri gewählt. Haimb rundete das Herrschaftsterritorium der Abtei am oberen Neckar ab; 1725 wurde das Dorf Dettingen erworben, 1743 das Rittergut Neckarhausen (beide in der Nähe von Horb am Neckar gelegen).
Ab 1743 liess Haimb die unter seinem Vorgänger umgebaute Klosterkirche im Rokoko-Stil neu ausstatten, mit Ausnahme der grossen Orgel und des Chorgestühls. Dazu gehörten der Hochaltar, die Seitenaltäre, die Altäre der Katakombenheiligen Leontius und Benedikt Martyr sowie die Kanzel und das Epitaph der Stifterfamilie der Habsburger. Ebenfalls eine neue Einrichtung erhielt die Abtskapelle. Das Schloss Horben auf dem Lindenberg, das als Sommerresidenz und Erholungsheim der Mönche diente, erhielt seine heutige Gestalt.
Während seiner Amtszeit war Haimb oft in Gerichtsprozesse verwickelt. Die Landvögte der eidgenössischen Schirmorte verlangten häufig kostspielige Güterbereinigungen, um das Vermögen und die Bodenzinseinnahmen des Klosters kontrollieren zu können. Als besonders hartnäckig erwies sich der reformierte Berner Landvogt Franz Ludwig Müller, aber auch die katholischen Orte trugen ihren Teil dazu bei. Gemäss dem Klosterchronisten Leodegar Mayer soll der Prozessaufwand insgesamt fast 27'000 Gulden betragen haben. Hinzu kam ein Betrug in der Höhe von 4000 Gulden durch den Kanzler Johann Rudolf Kreuel.